# Raynick Damasco
Raynick Damasco (Amsterdam, 7 maart 1991) is een voormalig Nederlands-Curaçaos profvoetballer die als verdediger speelde. Vanaf oktober 2011 tot medio 2012 speelde hij voor AGOVV Apeldoorn.
In 2011 debuteerde hij voor het Curaçaos voetbalelftal.